# Geolokace

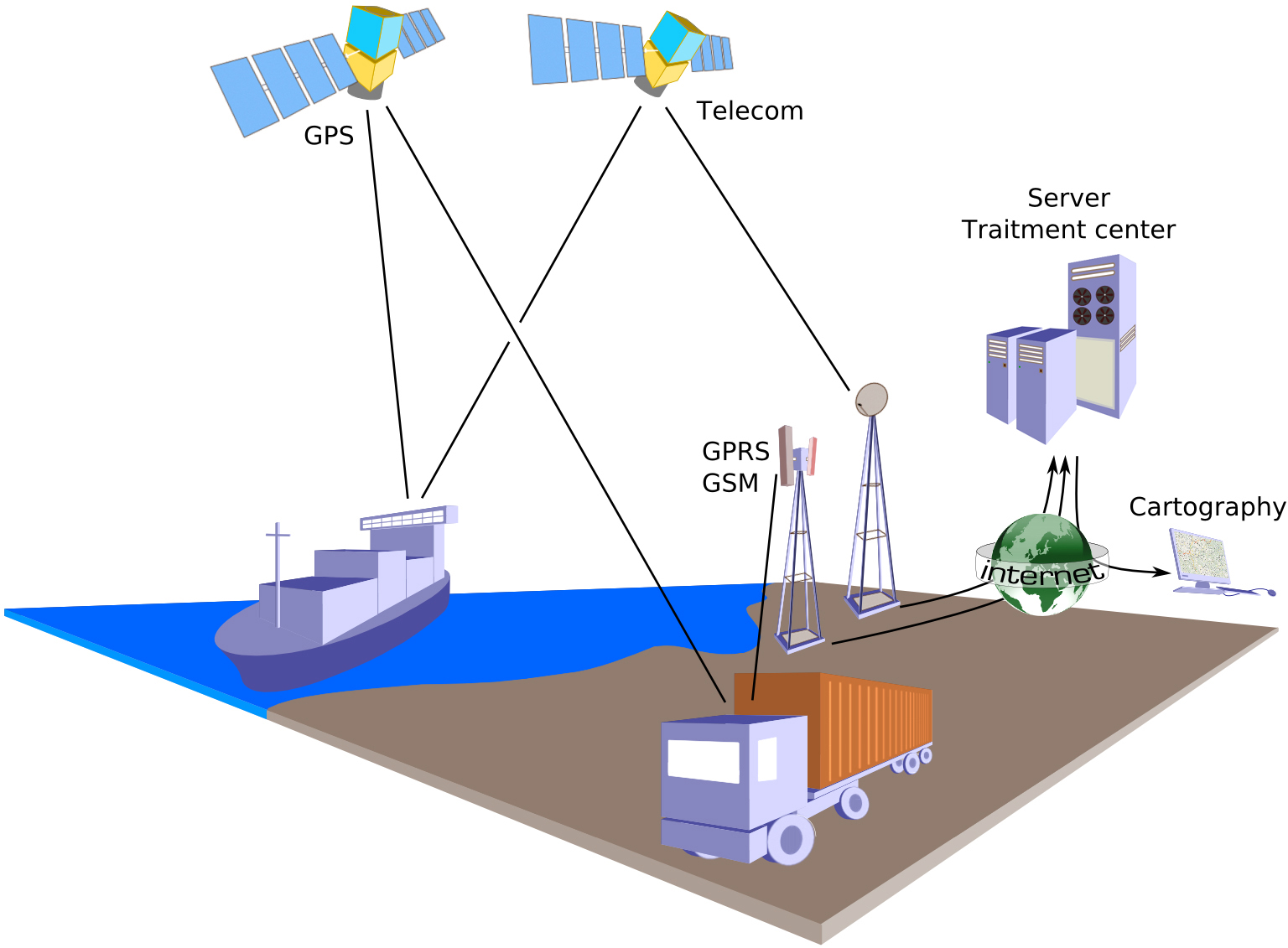
Geolokace

Geolokace je metoda, která pomocí různých technik zjišťuje geografickou polohu cílového objektu (počítač, mobilní telefon, zvíře, …). Výstupem je typicky poštovní adresa, tj. stát, město, PSČ, ulice nebo podobný údaj (řeka, jezero, pohoří, …), čímž se odlišuje od pozičních systémů, které udávají zeměpisné souřadnice.

## Poloha počítače v Internetu
Geolokace počítače je v informatice metoda, která na základě různých indicií dovozuje lokaci uživatele využívajícího služby Internetu. Kromě jiného se využívá zejména toho, že IP adresy jsou celosvětově přidělovány organizací IANA po blocích, které jsou geograficky vázané a přidělené vždy konkrétní organizaci (nebo osobě), o které jsou ve whois databázi uvedeny identifikační údaje (tj. stát, město, PSČ, ulice, jméno organizace a zodpovědných osob opět včetně adres).
Geografická lokalizace počítače může zvýšit pohodlí uživatele (např. zobrazení příslušného jazyka, přizpůsobení jeho národním zvyklostem), ale může sloužit i k obchodním nebo kriminálním účelům.

### Metody zjištění polohy
Většina metod neposkytuje přesné výsledky, takže k jejich interpretaci se využívá sociální inženýrství. Jeden z používaných způsobů získávání geografických informací je definován v patentu 6,757,740 - „Systems and Methods for Determining, Collecting, and Using Geographic Locations of Internet Users“, přiznaný společnosti Digital Envoy. Při zjišťování polohy lze využít například tyto údaje:
- IP adresa počítače (klienta, který službu využívá)
  - záznam o majiteli IP adresy v databázi whois
  - databáze autonomních systémů
  - informace z DNS včetně reverzních záznamů
  - informace o ISP (poskytovatel připojení k Internetu)
  - záznamy v RIR (Regional Internet Registry)
- nastavení jazyka
  - ve webovém prohlížeči
  - v rozhraní webové služby (např. webmail, Facebook, …)
- údaj od webového prohlížeče
  - času, časové zóny
  - podrobnosti o systému uživatele zjištěné pomocí JavaScriptu, Adobe Flash, …
- metadata v obrázcích (Exif)
- informace o platební kartě
  - adresa banky, která kartu vydala, je zjistitelná z jejího čísla

### Zdroje dat
Existuje řada bezplatných i placených geolokačních databází. Určujících země nebo i města v nich, včetně PSČ. Každá databáze má jiné nároky na přesnost. Většinou podle země které se týkají. Tyto databáze nejčastěji obsahují informace o IP adrese, které mohou být použity ve Firewallech, reklamních serverech, směrování, poštovních systémech, webových stránkách a jiných autorizovaných systémech, kde může být geolokace užitečná. Alternativou k hostování a dotazování databáze je získání kódu země pro danou IP adresu, pomocí DNSBL (styl vyhledávající ze vzdáleného serveru).
Primárním zdrojem dat pro adresu IP, jsou regionální internetové registry. Které přidělují IP adresy a provádějí služby, mezi subjekty se sídlem ve svých regionech:
- Americký registr pro internetová čísla (ARIN)
- Evropské síťové koordinační centrum (RIPE NCC)
- Asijsko-pacifické síťové informační centrum (APNIC)
- Latinskoamerické a karibské internetové adresy registrů (LACNIC)
- Africké síťové informační centrum (AfriNIC)

druhotné zdroje zahrnují:
- Zadání bližších dat. Třeba zeměpisné polohy. Například u počasí, když zadáte jméno města jehož počasí se vám má zobrazit. Dalším příkladem je zadání dvojice dat. Adresy IP a adresy informace ve vašem profilovém účtu.
- Data přispívající poskytovateli internetových služeb.
- Slučování databází od různých dodavatelů.

přesnost je zlepšena když:
- Jsou data profiltrována a identifikované anomálie.
- Je provedena statická analýza uživatelských údajů.
- Jsou využívány údaje z testů, vážených organizací.

### Využití zjištění polohy počítače
- cílená reklama
- omezení rozšiřování licencovaného materiálu
- optimalizování efektivity sítě (například automatické použití nejbližšího serveru pro stahování)
- kontrola nad dodržováním lokálně platných předpisů

### Anonymizace
Anonymizace je metoda, při které uživatel při přístupu k určitému zdroji na Internetu využije specializovaný počítače nebo software (Tor).

### Právní a morální aspekty
Internet sám o sobě nemá žádné hranice. Je zcela novým druhem interkulturní komunikace, kde geografická lokace nemá prakticky žádný význam. Mnoho odborníků z tohoto důvodu považuje využívání geografické lokalizace za narušení principů Internetu, například že „jednou publikovaný materiál by měl být dosažitelný odkudkoli bez výjimky, protože Internet nemá hranice.“ IP adresu lze někdy považovat za „osobní údaj“, na který se vztahují příslušné zákony o ochraně osobních údajů. Některé databáze pak tyto zákony mohou v některých zemích porušovat. Další z problémů, který se přímo nabízí je cenzura řízená například státní mocí.

### Vývoj aplikace
Geolokační technologie byla ve vývoji teprve od roku 1999 a první patenty byly uděleny až v roce 2004. Tato technologie se již široce používá v různých odvětvích. Včetně e-maloobchodu, bankovnictví, médií, vzdělávání, cestování, pohostinství, zábavy, péče o zdraví, on-line her, vymáhání práva a prevence online podvodů.

### Trestní vyšetřování
Například Americké banky, dodavatelé softwaru a další online podniky podléhají zákonům které dovolují použití geolokačního softwaru. Samotné používání má potom na starost ministerstvo financí, úřady pro kontrolu zahraničních aktiv a další regulační subjekty v USA a Evropě. Tyto zákony jsou navrženy tak, aby zabránily praní špinavých peněz, obchodování s teroristickými organizacemi a zakázanými národy. Tím že geolokační software pozná, kde jsou zákazníci banky, může být zabráněno převodu finančních prostředků pro nezákonné účely.

### Odhalování podvodů
Podvody lze odhalit třeba u platebních procesů s kreditními kartami. Pokud se porovná místo, nahlášené jako poloha uživatele, s místem kde je kartou placeno. Neshoda (objednávka z USA na číslo účtu z Tokia například) je silným ukazatelem možných podvodů. Stejně tak můžeme zabránit praní špinavých peněz, posíláním do jedné banky a vybíráním z jiné. Což bývalo osvědčenou metodou zločinců. Vlády využívají Geolokační systém jako vyšetřovací nástroj. Nalézají možné pachatele zločinů a odhalují jejich cíle útoků. Díky tomu mohou zabránit ztrátám na životech.